# GJ 9827
GJ 9827 è una stella di sequenza principale di classe K nella costellazione dei Pesci, avente una massa e un raggio circa il 60% di quelli del Sole. Ha una magnitudine apparente di 10,25 e dista, in base alla parallasse, 97 anni luce (30 pc).
Ha tre pianeti in transito, scoperti durante la missione K2 dell'osservatorio spaziale Kepler. Ad ottobre 2017 è la stella più vicina ad avere esopianeti in transito scoperti dalle missioni Kepler o K2. I pianeti (b, c, d) hanno raggi di 1,53, 1,2 e 1,96 volte quelli della Terra, e periodi di 1,209, 3,648 e 6,201 giorni (rapporti 1: 3: 5). Data la sua distanza ravvicinata, il sistema è considerato un eccellente obiettivo per studiare l'atmosfera degli esopianeti.
Alla fine del 2017, le masse dei tre pianeti furono determinate usando lo spettrografo Planet Finder installato sul telescopio Magellano II. Il pianeta b è risultato essere molto ricco di ferro, il pianeta c sembra essere principalmente roccioso, e il pianeta d è un tipico pianeta ricco di volatili. GJ 9827 b è considerato uno dei pianeti più densi mai trovati, con la sua massa contenente circa il 50% di ferro.
Misurazioni della velocità radiale effettuate alla fine di febbraio 2018 avevano rivelato che tutti e tre i pianeti hanno una densità inferiore a quella terrestre e hanno una certa quantità di composti volatili nelle loro composizioni, tuttavia uno studio del 2021 ha ridimensionato i loro raggi e allo stesso tempo rivisto leggermente al rialzo le loro masse, da cui derivano densità per i due pianeti più interni leggermente maggiori di quella terrestre.
GJ 9827b e c sono principalmente rocciosi e rientrano nella categoria delle super Terre, mentre GJ 9827d è più simile a un mininettuno senza superficie solida. Con una massa di circa 1,5 M⊕ (poi rivista nel 2020 a 1,9 M⊕), GJ 9827c è uno dei pianeti meno massivi rilevati tramite velocità radiale.
Nel 2023, tramite osservazioni del telescopio spaziale Hubble, è stata rilevata la presenza di vapore acqueo nell'atmosfera del pianeta più esterno, Gliese 9827 d. Gli autori dello studio hanno suggerito che esso potrebbe essere un pianeta oceanico.

## Prospetto del sistema[2][3]
| Pianeta | Massa   | Raggio   | Densità    | Periodo orb. | Sem. maggiore | Incl. orbita | Scoperta |
| ------- | ------- | -------- | ---------- | ------------ | ------------- | ------------ | -------- |
| b       | 4,87 M⊕ | 1,529 R⊕ | 7,47 g/cm³ | 1,209 giorni | 0,01866 UA    | 88°          | 2017     |
| c       | 1,92 M⊕ | 1,201 R⊕ | 6,1 g/cm³  | 3,648 giorni | 0,03896 UA    | 89,27°       | 2017     |
| d       | 3,42 M⊕ | 1,955 R⊕ | 2,51 g/cm³ | 6,201 giorni | 0,0627 UA     | 87,72°       | 2017     |